# Vagaria
Vagaria là chi thực vật có hoa trong họ Amaryllidaceae.